# 歐洛隹斯 (剛鐸宰相)
歐洛隹斯（Orodreth），是英國作家約翰·羅納德·瑞爾·托爾金（J.R.R. Tolkien）的史詩式奇幻說《魔戒三部曲》中的虛構人物。
他是剛鐸（Gondor）的宰相和第十六任攝政王（Ruling Steward）。

## 名字
歐洛隹斯（Orodreth）一名來自辛達語，與一位第一紀元納國斯隆德的精靈國王同名，意思不明，只知道前部份"orod"的意思是「山」Mountain，餘下部份意思不明。

## 總覽
歐洛隹斯是剛鐸的登丹人（Dúnedain）。他屬於胡林家族（House of Húrin），父親是剛鐸宰相及第十五任攝政王貝列克索一世（Belecthor I）。他有一位姊妹，名為莫玟（Morwen）。他的兒子是艾克西里昂（Ecthelion）。
他是第十六任剛鐸攝政王，兼任剛鐸的宰相（Steward）。在歐洛隹斯任內剛鐸繼續處於和平時期，沒有發生任何大事，他也沒有立下顯著的功績。
他生於第三紀元2576年，死於2685年，享年109歲。

## 生平
歐洛隹斯生於第三紀元2576年，大概是在米那斯提力斯（Minas Tirith）出生。2655年，他的父親貝列克索一世去世，由歐洛隹斯繼位。
第三紀元2685年，歐洛隹斯去世，結束30年的統治，由他的兒子艾克西里昂繼位。

## 資料來源
1. 1 2 3 4  《中土世界的歷史》 Vol.12《中土世界的民族》 "The Heirs of Elendil"
2. ↑  Thain's Book: Orodreth 的存檔，存档日期2011-10-16.
3. ↑  .   [2011-11-18]. （原始内容存档于2020-01-10）.
4. 1 2 3 4  《魔戒三部曲》 2001年 聯經初版翻譯 附錄一帝王本紀及年表

| 前任： 貝列克索一世 | 剛鐸宰相及攝政王 | 繼任： 艾克西里昂一世 |